# Kinai

System Gokishichidō ukazujący dawne okręgi i prowincje:

| Kinai    | Tōkaidō  | Tōsandō  | Hokurikudō |
| San’indō | San’yōdō | Nankaidō | Saikaidō   |

Kinai (jap. 畿内) – w feudalnej Japonii centralny region administracyjny, obejmujący teren pięciu prowincji wokół cesarskich stolic Nara i Heian-kyō. Utworzony w 645 roku w ramach reformy Taika, obejmował początkowo prowincje Yamato, Yamashiro, Kawachi i Settsu. W późniejszym okresie z prowincji Kawachi wydzielono nową prowincję Izumi i odtąd region był zwany także Go-Kinai (jap. 五畿内). Jako centrum życia politycznego i kulturalnego kraju, Kinai cieszyło się przywilejami podatkowymi.

## Historia
W dobie reform ery Taika w VI wieku na obszarze Kinai najsprawniej w Japonii został wprowadzony system handen-sei, polegający na kontrolowaniu przez cesarza dochodów z ziemi publicznej. W następnym okresie dziejów Japonii, Nara, na terenie Kinai pojawiły się pierwsze oznaki niedoskonałości handen-sei. Wzrost demograficzny spowodował kurczenie się obszarów uprawnych. Ludność obciążona podatkami i obowiązkiem pracy przymusowej opuszczała ziemię. Unikała poborów do wojska poprzez ucieczki do klasztorów i zaciąganie się na służbę do arystokracji. To oraz przywileje cesarskie na rzecz możnych i klasztorów przyczyniło się do osłabienia władzy centralnej. 
Wraz z wprowadzeniem w połowie VIII wieku systemu shōenów oraz dekretu Konden-eisei-shizai-no-hō („Dekret o prawie wieczystego posiadania nowizn”) w Kinai – mimo iż większość ziemi w regionie była zagospodarowana – rozpoczął się proces tworzenia wielkich posiadłości ziemskich poprzez zagarnianie ziemi publicznej, co stopniowo pogłębiało kryzys polityczny i przyczyniało się do umocnienia się wielkich rodów arystokratycznych. W drugiej połowie ery Nara w Kinai od 708 roku bito własną monetę, jednak zasięg użycia pieniędzy nie rozpowszechnił się poza granice regionu.
Pod względem kulturowym okręg centralny Japonii wraz ze stolicą cesarską uległ w okresie Nara procesowi sinizacji. Na skutek kontaktów japońsko-chińskich na dwór cesarza przybywali mnisi buddyjscy, wpływając na sposób życia miejscowej arystokracji. Z Kinai buddyzm rozpowszechnił się na inne regiony japońskie. Z czasem, gdy nowa religia się zakorzeniła, w Kinai powstały ogromne potęgi klasztorne w oparciu o shōeny. Gdy nastąpił schyłkowy okres systemu w dobie reform Hideyoshi Toyotomiego w drugiej połowie XVI wieku, klasztory Kinai zaciekle broniły swoich posiadłości.
Na przełomie XVI i XVII wieku, w początkowym okresie tworzenia podwalin administracyjnych siogunatu rodu Tokugawa, niektóre ośrodki Kinai, jak Kioto, Fushimi, Nara, zostały oddane namiestnikowi sioguna – Kyōto-shoshidai (jako pierwszy tę funkcję pełnił krewny Tokugawy – Nobumasa Okudaira). Zadaniem shoshidai było niedopuszczenie do kontaktów arystokracji dworskiej z buke – japońskimi rodami wojskowymi. W okresie Edo faktyczną władzę w państwie posiadali sioguni. Podstawą ich potęgi były posiadłości ziemskie tenryō („niebiańskie domeny”), największe pod względem obszaru znajdowały się w Kinai i Kantō.